# Mohammad Zuhdi Nashashibi
Mohammad Zuhdi Nashashibi (1925 – 27 tháng 1 năm 2020), còn có tên khác là Abu Zuhdi, là một chính khách Palestine. Ông là Bộ trưởng Tài chính Chính quyền Dân tộc Palestine đầu tiên. Ông giữ chức vụ này từ năm 1994 đến năm 2002.

## Tiểu sử
Zuhdi Nashashibi sinh năm 1925 tại Jerusalem trong gia tộc Nashashibi. Ông từng làm việc tại Ngân hàng Thương mại Syria.
Ông từng giữ chức Ủy viên Ban chấp hành của Tổ chức Giải phóng Palestine, chuyên trách về kinh tế. Ông cũng là chủ tịch Quỹ Dân tộc Palestine. 
Zuhdi Nashashibi trở về quê hương sau Hiệp định Oslo năm 1994. Ông được bổ nhiệm làm Bộ trưởng Tài chính Chính quyền Dân tộc Palestine trong cùng năm đó, và giữ chức vụ này cho đến năm 2002.
Zuhdi Nashashibi qua đời vào ngày 27 tháng 1 năm 2020, thọ 95 tuổi.